# André Damasceno
André Damasceno (Porto Alegre ) é um humorista, imitador, engenheiro civil e professor brasileiro. Seu personagem mais conhecido é o Magro do Bonfa, da Escolinha do Professor Raimundo. Em 1993 foi eleito Revelação de Humor pela Rede Globo de Televisão. Damasceno também integrou o elenco da Escolinha do Barulho na Rede Record com o mesmo personagem, desta vez com o nome de Gaúcho do Bonfa. Desde 2003 interpreta o presidente Lula no programa Zorra Total da Rede Globo. Desde seu primeiro show em outubro de 1984, no Bar Opinião, Damasceno já foi assistido por mais de um milhão de pessoas em todo o país. No espetáculo Humor à Primeira Vista, que já está em cartaz há 5 anos, reuniu seus melhores textos e seus 20 personagens mais queridos do público (Magro do Bonfa, Lula, Paulo Sant'Ana, Sílvio Santos, Ruy Carlos Ostermann, Alceu Collares, Pelé, Alexandre Frota, Sérgio Zambiasi, Manézinho da Ilha, O Mineirinho Joel, Lauro Quadros, O jogador de futebol Flavinho, Juca Chaves, Chico Anysio, entre outros).

## Televisão
| Ano         | Título                          | Papel                                                                          | Emissora   |
| ----------- | ------------------------------- | ------------------------------------------------------------------------------ | ---------- |
| 1988        | Programa Sérgio Abrahão         | Ele Mesmo                                                                      | TV Guaíba  |
| 1991        | 7 no AR                         | Ele Mesmo                                                                      | TVE RS     |
| 1993 - 1995 | Escolinha do Professor Raimundo | Magro do Bonfa, Gaúcho do Bonfa e imitador de políticos, apresentadores e etc. | Rede Globo |
| 1995        | TV Comédia                      | Ele Mesmo                                                                      | TV COM     |
| 1999 - 2001 | Escolinha do Barulho            | Gaúcho do Bonfa e imitador de políticos, apresentadores e etc.                 | Rede Globo |
| 2003 - 2015 | Zorra Total                     | Lula                                                                           | Rede Globo |

## No teatro
| Período           | Título                   | Notas              | Ref. |
| ----------------- | ------------------------ | ------------------ | ---- |
| 2008 - atualmente | "Humor à Primeira Vista" | Comediante e autor |      |
| 2010              | "Quinta Alegre"          | Comediante e autor |      |

## Personagens

### Reais
- Leonel Brizola
- Lula
- Silvio Santos
- Pelé
- Clodovil
- Lima Duarte
- Alexandre Frota
- Juca Chaves
- Chico Anysio
- Agildo Ribeiro
- Lúcio Mauro
- Paulo Henrique Amorim
- Jânio Quadros
- Gil Gomes

### Fictícios
- Magro do Bonfa (Gaúcho do Bonfa)
- Flavinho
- Finco
- Odair Edson
- Joel